# 森田宣
森田 宣（もりた のぼる、1880年（明治13年）7月15日 - 1961年（昭和36年）7月1日）は、大日本帝国陸軍軍人。最終階級は陸軍中将。

## 経歴
山口県出身。1902年（明治35年）陸軍士官学校第14期卒業。翌年6月、陸軍砲兵少尉に任官する。1911年（明治44年）陸軍大学校第23期卒業。
駐米武官を経て、1924年（大正13年）12月に陸軍砲兵大佐に進み、野砲兵第6連隊長、参謀本部戦史課長を歴任し、1930年（昭和5年）8月、陸軍少将に進級する。ついで国連陸軍代表やジュネーブ海軍軍縮会議随員を務めたのち、1933年（昭和8年）12月、兵器本廠附となり、翌年の1934年（昭和9年）8月、陸軍中将に進み、同年12月からは由良要塞司令官を務めた。1936年（昭和11年）3月7日に待命、同月17日には予備役編入となり、1937年（昭和12年）7月、召集を受け留守第10師団長となり、翌年の1938年（昭和13年）7月に召集解除となった。
1947年（昭和22年）11月28日、公職追放仮指定を受けた。

## 栄典
- 1940年（昭和15年）8月15日 - 紀元二千六百年祝典記念章[7]